# 45 (număr)
45 (patruzeci și cinci) este numărul natural care urmează după 44 și este urmat de 46.

## În matematică
- 45 este un număr triunghiular, fiind și suma tuturor cifrelor decimale, de la 0 la 9 (0 + 1 + 2 + 3 + 4 + 5 + 6 + 7 + 8 + 9 = 45).[1] Este cel mai mic număr triunghiular (după 1) care poate fi scris ca suma a două pătrate. Este și un număr hexagonal[2] și 16-gonal.[3]
- Este, în baza 10, un număr Kaprekar[4][5] și un număr harshad.[6]
- Este un număr Mian-Chowla.[7]
- Este un număr rotund.[8][9]
- Este un număr Schröder–Hiparh.[10][11]
- Este un număr Størmer.[12][13]

## În știință
- Este numărul atomic al rodiului.[14]

### În astronomie
- NGC 45 este o galaxie spirală în constelația Balena.
- Messier 45 (Pleiadele) este un roi stelar din constelația Taurul.
- 45 Eugenia este o planetă minoră.
- 45P/Honda-Mrkos-Pajdušáková este o cometă periodică din sistemul solar.

## În alte domenii
- La 45 de ani de căsătorie se sărbătorește nunta de safir.[15]